# Puisieulx
Puisieulx é uma comuna francesa na região administrativa do Grande Leste, no departamento de Marne. Estende-se por uma área de 9.07 km², e possui 422 habitantes, segundo o censo de 2018, com uma densidade de 47 hab/km².